# Barnkob
Barnkob er ef efternavn, der menes at stamme fra byen Bagenkop på Langeland.
Ifølge Geodætisk Institut hedder det om byen:
- I 1587 hed den Bagennkop, senere Bagekop -- Bageshop
- I 1610 hed den Bagenkop
- I 1688 hed den Badencops Ficsherby
- omkring slutningen af 1700- og begyndelsen af 1800-tallet hed den Barnkop - Badenkop
- I 1888 hed den Bagenkop

Den første person til at tage familienavnet er Christian Rasmussen Bagnkop

## Stamtræ[4]
Oplysninger på personer fra cirka 1700-tallet til November 1983 er samlet af Vitte Barnkob. Død 88 år gammel den 19. maj 1983. Vitte's arbejde var primært sedler og håndskrevne noter. Noterne blev samlet og færdigudarbejdet af Helga Bro Andersen. Helga udarbejdede de stamtræer som findes rundt omkring i familierne på papir. Der blev fremstillet op til 8 mapper.
Digitalisering af stamtræet, indhentning af dokumentation fra kirkebøger, folkeoptællinger, oplysninger om de ældste forfædre fra før 1700-tallet og de nyeste generationer født fra 1980 og frem er samlet af Mads Lundbæk Barnkob.